# العلاقات الكوبية المالطية
العلاقات الكوبية المالطية هي العلاقات الثنائية التي تجمع بين كوبا ومالطا.

## مقارنة بين البلدين
هذه مقارنة عامة ومرجعية للدولتين:
| وجه المقارنة                                              | كوبا                              | مالطا                                                     |
| --------------------------------------------------------- | --------------------------------- | --------------------------------------------------------- |
| المساحة (كم2)                                             | 109.88 ألف                        | 316                                                       |
| عدد السكان (نسمة)                                         | 11.48 مليون                       | 465.29 ألف                                                |
| الكثافة السكانية (ن./كم²)                                 | 104.48                            | 147.24 ألف                                                |
| العاصمة                                                   | هافانا                            | فاليتا                                                    |
| اللغة الرسمية                                             | اللغة الإسبانية                   | اللغة المالطية، لغة إنجليزية                              |
| العملة                                                    | بيزو كوبي، بيزو كوبي قابل للتحويل | يورو، ليرة مالطية                                         |
| الناتج المحلي الإجمالي (بليون دولار)                      | 87.13 مليار                       | 12.54 مليار                                               |
| الناتج المحلي الإجمالي (تعادل القوة الشرائية) بليون دولار |                                   | 14.68 مليار                                               |
| الناتج المحلي الإجمالي الاسمي للفرد دولار أمريكي          |                                   | 22.60 ألف                                                 |
| الناتج المحلي الإجمالي للفرد دولار أمريكي                 |                                   |                                                           |
| مؤشر التنمية البشرية                                      | 0.769                             | 0.839                                                     |
| رمز المكالمات الدولي                                      | +53                               | +356                                                      |
| رمز الإنترنت                                              | .cu                               | .mt                                                       |
| المنطقة الزمنية                                           | 00                                | توقيت وسط أوروبا، ت ع م+01:00، ت ع م+02:00، أوروبا/مالطا ‏ |

## منظمات دولية مشتركة
يشترك البلدان في عضوية مجموعة من المنظمات الدولية، منها:
| علم المنظمة | اسم المنظمة                   | تاريخ انضمام كوبا | تاريخ انضمام مالطا |
| ----------- | ----------------------------- | ----------------- | ------------------ |
|             | منظمة التجارة العالمية        | ?                 | ?                  |
|             | الاتحاد الدولي للاتصالات      | 16 يناير 1918     | 1965               |
|             | المنظمة الهيدروغرافية الدولية | ?                 | ?                  |
|             | منظمة حظر الأسلحة الكيميائية  | ?                 | ?                  |
|             | يونسكو                        | 29 أغسطس 1947     | 10 فبراير 1965     |
|             | الأمم المتحدة                 | 24 أكتوبر 1945    | 1 ديسمبر 1964      |
|             | الاتحاد البريدي العالمي       | ?                 | ?                  |
|             | منظمة الشرطة الجنائية الدولية | ?                 | ?                  |

## وصلات خارجية
- موقع وزارة الخارجية الكوبية
- موقع وزارة الخارجية المالطية